# Hôtel de Ville (Rueil-Malmaison)

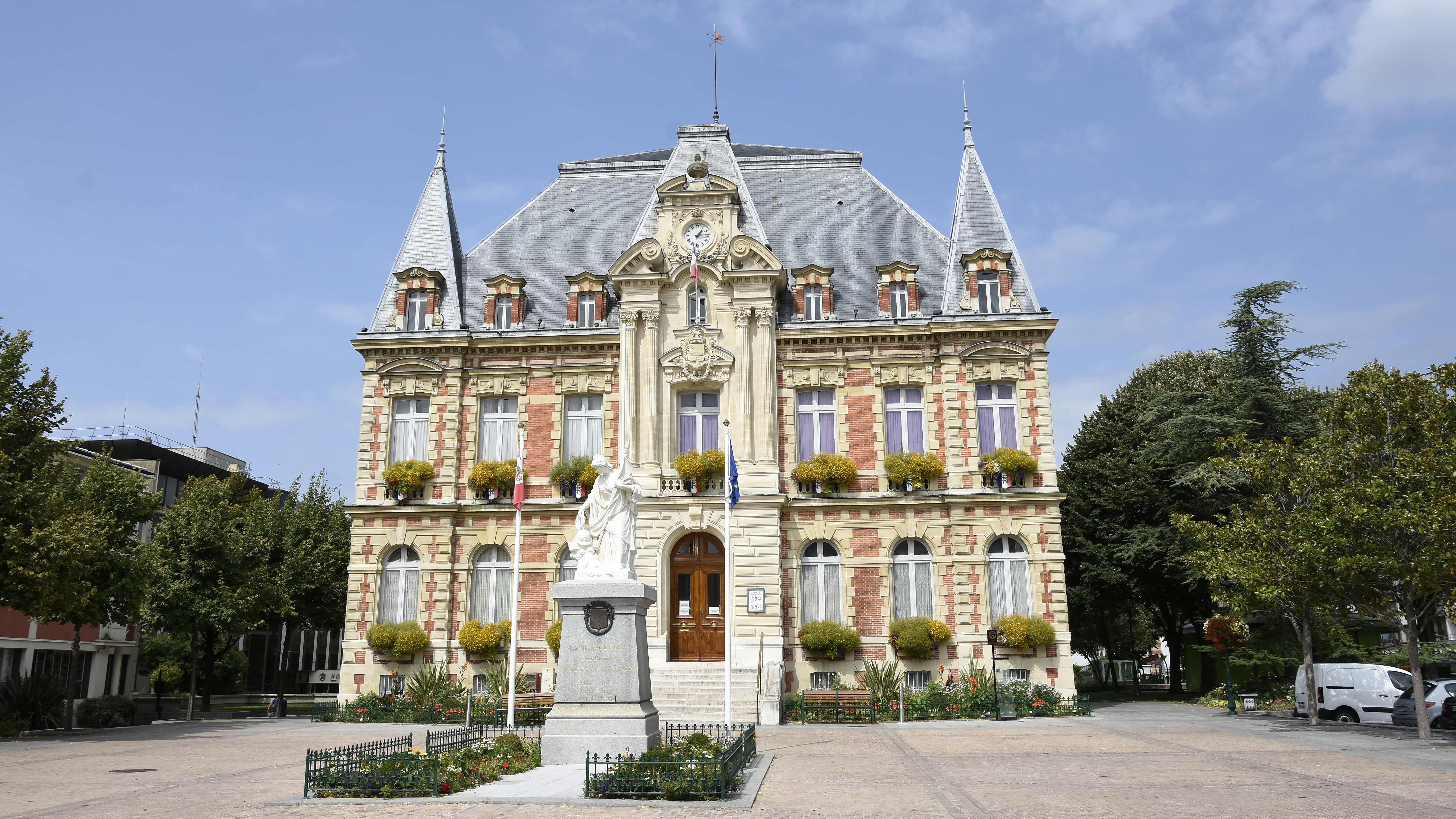
Ehemaliges Hôtel de Ville in Rueil-Malmaison

Das Hôtel de Ville (deutsch Rathaus) in Rueil-Malmaison, einer französischen Stadt im Département Hauts-de-Seine in der Region Île-de-France, wurde 1868/69 errichtet. Das ehemalige Hôtel de Ville an der Rue Paul-Vaillant-Couturier Nr. 6 wird heute als stadtgeschichtliches Museum genutzt.
Der zweigeschossige Bau wurde nach den Plänen der Architekten Lebois und Prince errichtet. Als Vorbild diente das Hôtel de ville (Rathaus) in Fontainebleau.